# Rocío Castrillo
Rocío Castrillo (Almonte, Huelva, 1963) es una periodista y escritora española.

## Biografía
Licenciada en Ciencias de la Información (rama de periodismo) por la Universidad Complutense de Madrid (promoción 1982-87). En 1997 realizó un máster en Derecho Comunitario y Políticas Comunes de la Unión Europea en la Escuela Diplomática.
Rocío Castrillo empezó su carrera profesional en el periódico Huelva Información y ejerció como informadora en diversos medios de comunicación de difusión nacional: ABC, El Mundo, Época, Tribuna de Actualidad y Cambio 16 y RTVE, entre otros. Cuenta con más de 200 portadas publicadas en la prensa española y varios de sus artículos aparecen en diarios y periódicos a nivel internacional, también en algunas organizaciones internacionales de defensa de las libertades y derechos humanos como Equipo Nizkor. Entre ellos, «Ojo, el Imperio nos espía», sobre la red norteamericana de espionaje ECHELON o «El Sáhara se prepara para la guerra», que provocó la censura marroquí y la retirada del número 1528 de la revista Cambio 16 en Marruecos. Su extensa trayectoria también le ha llevado a colaborar en otras publicaciones como el periódico Ya, la agencia de noticias española Servimedia, la revista digital ACtitud50 y en la dirección de comunicación de Unicef España.
Su primera novela fue Una Mansión en Praga, (2013, Descubrebooks). La segunda novela, Ellas y El Sexo (2014, Sial Pigmalión), una obra que fue galardonada en la 73.ª edición de la Feria del Libro de Madrid con el Premio Escriduende 2014 a la autora más mediática. En 2016 publicó en Amazon su tercera novela, En el fin de la Tierra. Su cuarta obra, 151 cuchilladas (Pábilo Editorial, 2019) es una novela de no ficción sobre el doble crimen de Almonte, inspirada en el clásico A sangre fría, de Truman Capote. Una obra que levantó una fuerte polémica antes de ser publicada, debido a las amenazas de violación y muerte que recibió la autora tras su intervención en un programa televisivo para hablar del libro y del caso. Le llevó un año escribir este libro.

## Premios
- Premio a la No Violencia Contra la Mujer 2001, modalidad Prensa, otorgado por el Ministerio de Trabajo y Asuntos Sociales, a una serie de tres reportajes publicados en portada de Cambio 16 y titulados Jueces machistas, En España mandan huevos y Confesiones de una mujer violada.[9]
- Premio Escriduende 2014 a la autora más mediática, concedido por el Grupo Editorial Sial Pigmalión en la 73.ª Edición de la Feria del Libro de Madrid por su novela Ellas y el sexo.[3]